# Jüdische Schule Tallinn
Die Jüdische Schule Tallinn (estnisch Tallinna Juudi Kool) ist das einzige jüdische Gymnasium in der Republik Estland.

## Geschichte
Ein Jahr nach Ausrufung der estnischen Selbständigkeit wurde 1919 in Tallinn die „Jüdische Grundschule“ (Tallinna Juudi Algkool) gegründet. Die kleine jüdische Gemeinde genoss im demokratischen und rechtsstaatlichen Estland der Zwischenkriegszeit weitgehende Minderheitenrechte, vor allem im Bereich Kultur und Bildung. Der Unterricht an der Schule fand in russischer Sprache statt.
1923 wurde die Schule zum „Jüdischen Privatgymnasium“ (Tallinna Juudi Eraühisgümnaasium) erweitert. An der Schule wurden Jungen und Mädchen koedukativ unterrichtet. Ein neues, von der jüdischen Gemeinde finanziertes Schulgebäude wurde ein Jahr später eingeweiht. An der feierlichen Eröffnung im Februar 1924 nahm auch das estnische Staatsoberhaupt Konstantin Päts teil.
Träger des Gymnasiums war ab 1927 der im Jahr zuvor gegründete Jüdische Kulturrat (Juudi Kultuurvalitsus). Er war nach dem liberalen estnischen Minderheitengesetz vom Februar 1925 ins Leben gerufen worden.
Ab 1930 trug die Schule den offiziellen Namen „Gymnasium des jüdischen Kulturrats“ (Juudi Kultuurivalitsuse Tallinna Ühisgümnaasium).
Neben dem Schulunterricht war das Gymnasium ein wichtiges Zentrum des jüdischen Lebens in Estland. Dort fanden zahlreiche Lesungen, Theateraufführungen, Tanz- und Musikveranstaltungen sowie Bälle statt.
Ab 1937 trug die Bildungseinrichtung wieder den Namen „Jüdisches Privatgymnasium“ (Tallinna Juudi Eraühisgümnaasium). An das Gymnasium wurde eine fünfklassige jüdische Realschule (Tallinna Juudi Erareaalkool) angeschlossen. Direktor war von 1925 bis zur Schließung 1941 der in Brest-Litowsk geborene Pädagoge Samuel Gurin (1888–1956).
Besonders die Sprachenfrage des Unterrichts führte zu Spannungen innerhalb der jüdischen Gemeinde. Neben russischsprachigen Klassen gab es Fächer, die auf Ivrit und Jiddisch unterrichtet wurden. Insbesondere Direktor Gurin versuchte, im aufgeflammten „Kulturkampf“ zwischen Hebraisten und Jiddisten mildernd einzuwirken.
Mit der sowjetischen Besetzung Estlands wurde die Schule 1940/41 geschlossen. Das Gebäude wurde anschließend von der sowjetischen Marine genutzt.

## Schule heute
Kurz vor Wiedererlangung der estnischen Selbständigkeit wurde am 1. September 1990 in Tallinn die „Jüdische Schule“ (Tallinna Juudi Kool) gegründet. Ihr Sitz ist wie die Vorgängerschule in der Karu-Straße (Karu tänav, historischer deutscher Name Bärenstraße) in der Tallinner Altstadt. In dem Komplex befinden sich auch der Verwaltungssitz der Jüdischen Glaubensgemeinde, das Jüdische Kulturzentrum sowie die Synagoge von Tallinn.
Der Unterricht an dem Gymnasium findet in russischer Sprache statt. Estnisch wird als Fremdsprache (offiziell „Staatssprache“) unterrichtet.
Heute besuchen etwa 200 Schüler die angesehene Schule, die nach dem nationalen estnischen Lehrplan arbeitet, der in Abstimmung mit der israelischen Regierung um besondere Fächer erweitert wurde. Eine aus Israel entsandte Lehrkraft unterrichtet Hebräisch. Auf dem Lehrplan stehen auch jüdische Bräuche, jüdische Geschichte sowie jüdische Literatur. An der Schule sind ca. 30 Lehrer tätig.
Das Gymnasium ist die einzige höhere jüdische Bildungseinrichtung in Estland. Daneben existieren jüdische Sonntagsschulen in den Städten Tartu, Narva und Kohtla-Järve.

## Direktoren
- 1924–1925 Rafael Võdrin
- 1925–1941 Samuel Gurin
- 1990–1993 Avivia Gluhovskaja
- 1993–2009 Mihhail Beilinson
- 2009–2010 Samuel Golomb
- seit 2010 Igor Lirisman[3]